# Wilma Leidhammar
Wilma Leidhammar, född 16 juni 2003, är en svensk fotbollsspelare som representerar IFK Norrköping.

## Biografi
Leidhammars moderklubb är den lilla Halmstadsklubben Alets IK. Hon kom till IFK Norrköping 2022 från division 1-laget BK Astrio. Hon har även varit uttagen till såväl U17-, U19- som U23-landslaget.